# Boros Jenő (diplomata)
Boros Jenő (Kapuvár, 1950. november 14. – 2023. május 3.) magyar diplomata.

## Pályafutása
A Marx Károly Közgazdaságtudományi Egyetemet 1970–1975 között végezte, majd külügyi szolgálatba lépett. 1976–1981 között a prágai követség (Csehszlovákia) sajtóattaséja, majd 1984-ig csehszlovák referens a külügyminisztériumban. 1984–1988 között első beosztott volt a pozsonyi főkonzulátuson, ugyanott főkonzul 1990–1993 között. az 1993. január 1-jén függetlenné vált Szlovákia első magyar nagykövete (a főkonzulátust emelték nagykövetségi rangra), megbízólevelét 1993. szeptember 3-án adta át, és 1998 szeptember végén hagyta el végleg állomáshelyét. Szokatlanul hosszú ideig, mintegy nyolc éven keresztül vezette a szlovákiai missziót, munkája elismeréséül több kitüntetést is kapott. 2002-ig a külügyminisztériumban főosztályvezető, 2002–2005 között külügyminisztériumi helyettes államtitkár. 2005. november 30-án adta át megbízólevelét Svájcban, ahol 2008-ig vezette nagykövetként a berni külképviseletet. 2008-ban egyenesen Azerbajdzsánba helyezték: december 19-én adta át megbízólevelét Bakuban, ahol Magyarország és Azerbajdzsán kapcsolatainak nyitányaként nem sokkal korábban alapított Magyarország nagykövetséget. 2010. július 31-én hívták vissza.
2018-ban már nyugdíjban volt.

## Díjai
- 1998 Szlovákia Külügyminisztériumának emlékérme[9]
- 1999 Révkomárom díszpolgára[3]
- 2018 Stefan Kassay-aranyérem[10]